# Барон Женевиль
Барон Женевиль (англ. Baron Geneville) — английский дворянский титул, существовавший в XIII—XV веках.

## История
Титул «Барон Женевиль» был создан в XIII веке для Жоффруа (Джефри) де Женевиля (Жуанвиля). Название произошло от англизированного варианта названия шампанского рода Жуанвиль, из которого происходил Жоффруа. Он был одним из сыновей Симона де Жуанвиль и младшим братом хрониста Жана де Жуанвиля. Агнес де Фасиньи, тётка Жоффруа по матери, была женой Пьера Савойского, графа Ричмонда, дяди королевы Элеоноры Прованской, жены короля Англии Генриха III.
В Шампани Жоффруа был сеньором Вокулёра. Благодаря родству с Пьером Савойским он после брака Генриха III с Элеонорой Прованской в числе других «савояров» перебрался в Англию. Там он оказался тесно связан с наследником трона, будущим королём Эдуардом I, а также женился на богатой наследнице Мод де Ласи, благодаря чему получил владения в Уэльсе (включая замок Ладлоу), а также часть графства Мит в Ирландии. Жоффруа поддерживал Эдуарда I, участвовал в завоевании Уэльса, но основные интересы у него были в Ирландии, а валлийские владения он передал под управление своему сыну Пьеру.
Пьер умер раньше отца, оставив только дочь, Жанну (Джоанну), унаследовавшую после смерти деда его английские владения титул баронессы Женевиль. Она вышла замуж за Роджера Мортимера, 1-го графа Марча, принеся ему владения и титул барона Женевиль. После казни Роджера титул был конфискован, но в 1336 году был возвращён Жанне. В 1356 году после её смерти титул унаследовал её внук Роджер Мортимер, 2-й граф Марч, в итоге став одним из титулов графов Марч.
После угасания рода Мортимеров в 1432 году титул по женской линии перешёл к Йоркам. После того как Эдуард Йоркский стал под именем Эдуарда IV в 1461 году королём Англии, титул окончательно исчез.

## Список баронов Женевиль
- ? — 1314: Жоффруа де Жуанвиль (ум. 21 октября 1314), сеньор де Вокулёр, 1-й барон Женевиль
- 1314—1330, 1336—1356: Жанна де Женевиль (2 февраля 1286 — 19 октября 1356), 2-я баронесса Женевиль с 1314, внучка предыдущего
  - муж: Роджер Мортимер (25 апреля 1287 — 29 ноября 1330), 3-й барон Вигмор с 1304, 1-й граф Марч с 1328
- 1356—1360: Роджер Мортимер (11 ноября 1328 — 26 февраля 1360), 4-й барон Мортимер из Вигмора с 1348, 2-й граф Марч с 1354, 3-й барон Женевиль с 1356, внук предыдущих
- 1360—1381: Эдмунд Мортимер (1 февраля 1352 — 27 декабря 1381), 3-й граф Марч, 5-й барон Мортимер из Вигмора и 4-й барон Женевиль с 1360, граф Ольстер и лорд Клер (оба титула по праву жены) с 1368, маршал Англии с 1369, наместник Ирландии с 1379, сын предыдущего
- 1381—1398: Роджер Мортимер (11 апреля 1374 — 20 июля 1398), 4-й граф Марч, 6-й граф Ольстер, 6-й барон Мортимер из Вигмора, 5-й барон Женевиль, 14-й лорд Клер с 1381, сын предыдущего
- 1398—1425: Эдмунд Мортимер (6 ноября 1391 — 18 января 1425), 5-й граф Марч, 7-й граф Ольстер, 7-й барон Мортимер из Вигмора, 6-й барон Женевиль, 15-й лорд Клер с 1398, сын предыдущего
- 1432—1460: Ричард Йоркский (21 сентября 1411 — 30 декабря 1460), 3-й герцог Йоркский с 1415, 6-й граф Марч, 8-й граф Ольстер, 8-й барон Мортимер из Вигмора, 16-й лорд Клер с 1425, 2-й граф Кембридж с 1426, племянник предыдущего
- 1460—1461: Эдуард Йоркский (28 апреля 1442 — 10 апреля 1483), 7-й граф Марч с 1445, 3-й герцог Йоркский, 9-й граф Ольстер, 3-й граф Кембридж, 9-й барон Мортимер из Вигмора, 17-й лорд Клер в 1460—1461, король Англии (как Эдуард IV) в 1461—1470 и 1471—1483, сын предыдущего